# Ядерные взрывы в Якутии
С 1974 по 1987 годы на территории Якутии было произведено 12 подземных мирных ядерных взрывов, в результате двух из них — «Кристалла» и «Кратона-3» — произошло загрязнение окружающей среды продуктами ядерного деления.

## «Кристалл»
2 октября 1974 года в районе Удачнинской трубки по заказу Министерства цветной металлургии СССР в 2,5 километрах к северу от города Удачный и карьера алмазоносной трубки «Удачная» был произведён ядерный взрыв на вспучивание мощностью 1,7 килотонны под названием «Кристалл». Предусматривалось проведение восьми взрывов для создания плотины хвостохранилища Удачнинского горно-обогатительного комбината, но из-за аварийной ситуации с выбросом на поверхность продуктов взрыва от замысла отказались. Через 18 лет образовавшаяся скважина была засыпана. Высота саркофага (насыпи) до двадцати метров. На месте взрыва регулярно проводятся замеры радиационного фона. Радиоактивная обстановка в районе ПЯВ «Кристалл» не превышает допустимых норм.

## «Горизонт-4»
120 км юго-западнее города Тикси, 12 августа 1975 года, 7,6 килотонны.

## Серия взрывов в районе г. Мирного
С 1976 по 1987 годы — пять взрывов мощностью 15 килотонн из серий взрывов «Ока», «Шексна», «Нева». 120 км юго-западнее города Мирный, на Среднеботуобинском нефтяном месторождении. Интенсификация добычи нефти.

## «Кратон-4»
Самое крупное подземное ядерное испытание в Якутии.
30 км западнее посёлка Кобяй на озере Бадарааннаах, 9 августа 1978 года, в 18ч по местному, 22 килотонны, сейсмозондирование. Глубина: 560 метров.

## «Кратон-3»
24 августа 1978 года на глубине 577 метров на объекте «Кратон-3» был произведён промышленный ядерный взрыв мощностью 19 килотонн по заказу Министерства геологии СССР с целью глубинного изучения земной коры методом «сейсмического зондирования». Взрыв произошёл в 39 км к востоку от Айхала.
При организации взрыва были допущены нарушения. Возникло радиоактивное облако, которое накрыло экспедиционный лагерь с населением 80 человек. Все получили разные дозы облучения: за два дня люди набрали годовую норму.

## «Вятка»
120 км юго-западнее города Мирный, 8 октября 1978 года, 15 килотонн. Интенсификация добычи нефти и газа.

## «Кимберлит-4»
130 км юго-западнее Верхневилюйска, 12 августа 1979 года, 8,5 килотонны, сейсмозондирование.

## Список взрывов
| N (Общий) | Дата     | Место проведения                 | Мощность, кт | Условия       | Цели |
| --------- | -------- | -------------------------------- | ------------ | ------------- | ---- |
| 01 (409)  | 02.10.74 | Якутская АССР, РСФСР «Кристалл»  | 1,7          | Скважина      | ПВ   |
| 02 (426)  | 12.08.75 | Якутская АССР, РСФСР «Горизонт»  | 7,6          | Скважина Г-4  | ПВ   |
| 03 (452)  | 05.11.76 | Якутская АССР, РСФСР «Ока»       | 15           | Скважина 42   | ПВ   |
| 04 (490)  | 09.08.78 | Якутская АССР, РСФСР «Кратон»    | 22           | Скважина КР-4 | ПВ   |
| 05 (492)  | 24.08.78 | Якутская АССР, РСФСР «Кратон»    | 19           | Скважина КР-3 | ПВ   |
| 06 (500)  | 08.10.78 | Якутская АССР, РСФСР «Вятка»     | 15           | Скважина 43   | ПВ   |
| 07 (527)  | 12.08.79 | Якутская АССР, РСФСР «Кимберлит» | 8,5          | Скважина КМ-4 | ПВ   |
| 08 (534)  | 08.10.79 | Якутская АССР, РСФСР «Шексна»    | 15           | Скважина 47   | ПВ   |
| 09 (598)  | 10.10.82 | Якутская АССР, РСФСР «Нева»      | 15           | Скважина 66   | ПВ   |
| 10 (679)  | 07.07.87 | Якутская АССР, РСФСР «Нева»      | 15           | Скважина 68   | ПВ   |
| 11 (681)  | 24.07.87 | Якутская АССР, РСФСР «Нева»      | 15           | Скважина 61   | ПВ   |
| 12 (684)  | 12.08.87 | Якутская АССР, РСФСР «Нева»      | 3,2          | Скважина 101  | ПВ   |